# José Eustaquio Alcalá-Zamora Caracuel
José Eustaquio Alcalá-Zamora Caracuel (Priego de Córdoba, 27 de marzo de 1827-ib., 25 de octubre de 1900), fue abogado, jurista y político español. Era tío paterno de Niceto Alcalá-Zamora. 

## Biografía
Nacido el 27 de marzo de 1827 en Priego de Córdoba, era hijo de Gregorio José Alcalá-Zamora García, hacendado, y de su esposa María de Santa Engracia Caracuel Serrano, padres de once hijos. Era nieto de José de Alcalá Zamora y de Rita Secundina García Vallejo, ambos de Priego de Córdoba; y de Luis Caracuel Ruiz, natural de Priego, y María Ignacia Serrano Espínola, natural de Montilla, por parte materna.
Contrae matrimonio con Manuela Aguilera Infante el 29 de agosto de 1864 en su casa de la calle Alta, en Priego de Córdoba. Tuvo cinco hijos, entre ellos: José, Pablo, Luis y Francisco.

### Trayectoria política
Ingresa como cadete, en calidad de noble, en la Academia Militar de Segovia y obtiene más tarde el título de licenciado en derecho, como su hermano Gregorio, que fue ministro togado del Tribunal Supremo de la Guerra y senador desde 1881.
Como sus hermanos, interviene activamente en la Revolución del 22 de septiembre de 1868 que destronó a Isabel II. En 1871 es elegido diputado provincial y el 22 de febrero de ese mismo año pasa a ocupar la vicepresidencia de la Diputación Provincial de Córdoba, hasta el 14 de agosto de 1873. Durante los mandatos del Sexenio revolucionario, la Excma. Diputación carece de presidente.
En 1874 es nuevamente diputado provincial y contribuye con 300 reales para la campaña de la llamada guerra civil —tercera guerra carlista—. Es nombrado compromisario por Priego de Córdoba para la elección de senadores junto a Antonio Madrid Castillo y Juan José Muriel Gutiérrez.
En 1876 es elegido presidente del Casino Liberal de Priego de Córdoba, institución que ya había presidido su primo segundo, José Alcalá-Zamora Franco. Con el tiempo, ya desgajado en dos el casino, en 1884, vuelve a ser elegido presidente del Casino Liberal. 
Falleció en la calle Prim de su localidad a consecuencia de una hemorragia cerebral el 25 de octubre de 1900. A su muerte, se recoge en la prensa el deceso: «Hoy, a la edad de setenta y tres años, ha fallecido el señor don José E. Alcalá-Zamora, abogado que disfrutó buen nombre y presidente que fue de la Excelentísima Diputación de Córdoba».